# Elymus kuramensis
Elymus kuramensis är en gräsart som först beskrevs av Aleksandre Melderis, och fick sitt nu gällande namn av Thomas Arthur Cope. Elymus kuramensis ingår i släktet elmar, och familjen gräs. Inga underarter finns listade i Catalogue of Life.